# ستيفان يوفيتيتش

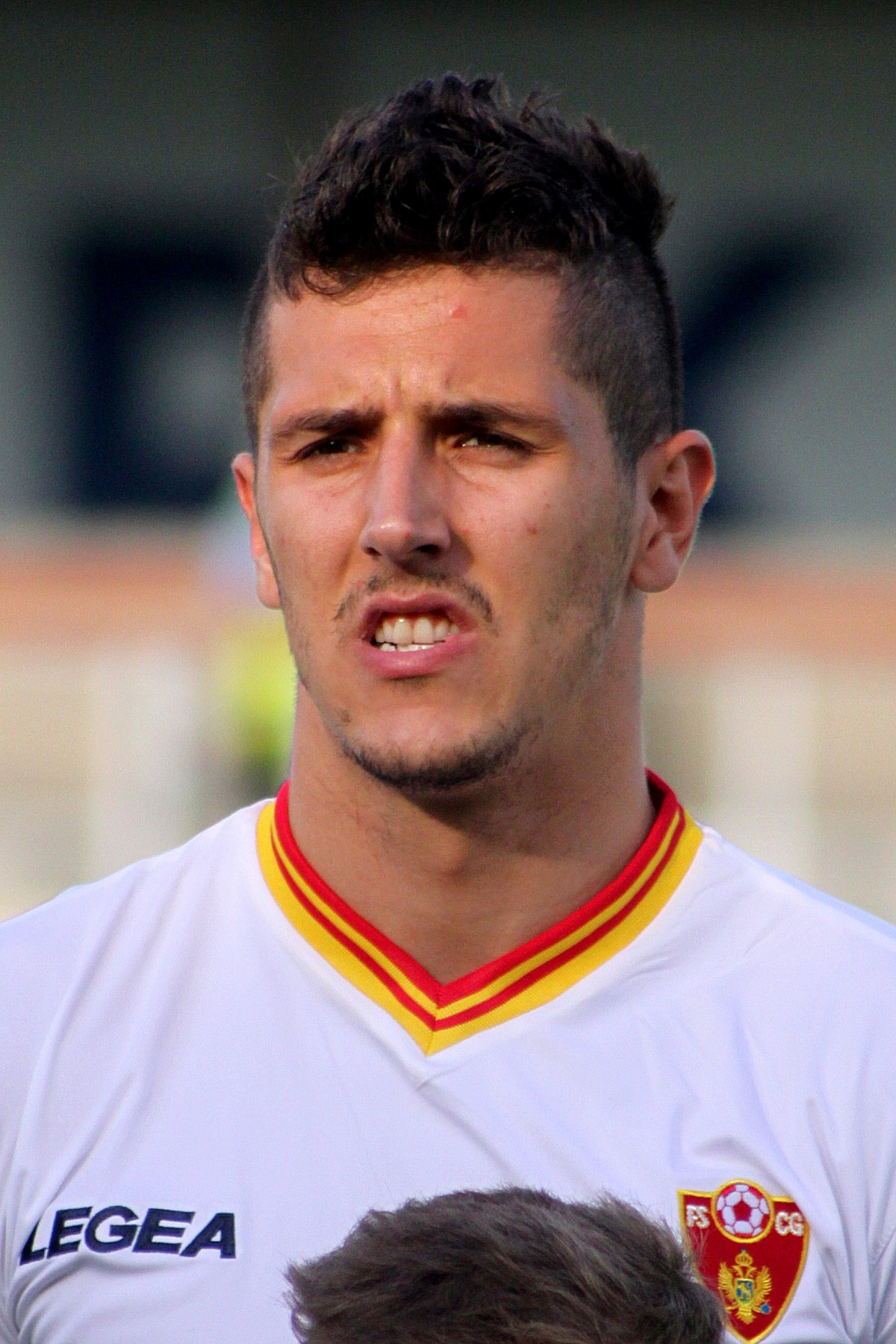

ستيفان يوفيتش (Stevan Jovetić) (ولد في 2 نوفمبر 1989 في تيتوغراد) هو لاعب كرة قدم من الجبل الأسود ويلعب حالياً لصالح نادي هرتا برلين في الدوري الألماني ويلعب لمنتخب الجبل الأسود، حيث أنه يلعب في مركز الهجوم كمهاجم ثاني، كذلك يمكن أن يلعب في مركز صانع الألعاب كذلك معروف عنه بالمراوغة وقد تم مقارنته روبرتو باجو، مثل منتخب الجبل الأسود في منتخب 21 سنة، ولعب أول مباراة دولية مع منتخب بلاده في عام 2007، وقد سجل أول هدف دولي له في أول مباراة دولية لمنتخب الجبل الأسود كمنخب مستقل في 20 اغستطس 2007 أمام منتخب المجر والتي انتهت 3-3. في عام 2017 وقع مع اشبيلية يوم 10 يناير 2017 وفي يوم اياب مباراة اشبيلية مع ريال مدريد يوم 12 يناير 2017 سجل أول اهدافه مع اشبيلية ضد ريال مدريد وأيضًا سجل هدفًا ضد ريال مدريد في الليغا يوم 15 يناير 2017 انقذ فريقه وسجل هدف الفوز وكسر سلسلة انتصارات ريال مدريد في الدقيقة 92 وبذلك يسجل ثاني اهدافه مع فريقه الجديد.
في صيف 2017، أعلن موناكو الذي يلعب بدوري الدرجة الأولى الفرنسي لكرة القدم تعاقده مع ستيفان يوفيتيتش مهاجم إنتر ميلان الإيطالي بعقد لمدة أربع سنوات دون الكشف عن المقابل المادي.

## الاندية

### بارتيزان
في 9 نيسان 2006 وفي سن 16 سنة استعدي لكبار بارتيزان لأول مرة تحت قيادة المدرب يورغن روبر  ضد فريق FK Voždovac وفي 2 آب 2007 في كأس الاتحاد الاوربي سجل 3 اهدف ضد فريق موستار وانتهت المبارة لصالح بارتيزان بنتيجة 5-0 وقد سجل أول هاترك له في عمر 17 سنة، وفي18 يناير 2008 أصبح كابتن فريق بارتيزان.

### فيورنتينا
انتقال من بارتيزان بلغراد الي فيورنتينا بتاريخ 1/6/2008 حتى تاريخ 15/7/2013

### مانشستر ستي
انتقل إلى مانشستر سيتي بتاريخ 15/7/2013 حتى 5/8/2015 تم اعارة اللاعب إلى نادي إنتر ميلان

### اشبيلية
في عام 2017 وقع مع اشبيلية يوم 10 يناير 2017 وفي يوم إياب مباراة اشبيلية مع ريال مدريد يوم 12 يناير 2017 سجل أول اهدافه مع اشبيلية ضد ريال مدريد وأيضًا سجل هدفاً ضد ريال مدريد في الليغا يوم 15 يناير 2017 انقذ فريقه وسجل هدف الفوز وكسر سلسلة انتصارات ريال مدريد في الدقيقة 92 وبذلك يسجل ثاني أهدافه مع فريقه الجديد.

## الاحصائيات

### الاندية
بداية يوفيتش الكروية في يوم 8 أبريل 2006، حينها لعب لأول مرة مع فريق الأول لبارتيزان تحت قيادة المدرب يورغن روبر في مباراة بالدوري المحلي ضد فودوفاك
و سجل ثلاثة أهداف في الدوري الأوروبي 2007-2008، وفي 2 أغسطس 2007 من مباراة التصفيات فاز بارتيزان على زرينجسكي البوسني 5-0
و كان يوفيتش نجم المباراة بتسجيله 3 أهداف وكان أول هاتريك في حياته الكروية وكان يبلغ حينها 17 عاما فقط.
و في تشرين الأول 2007، ورد أنه هدف للانتقال لبعض الاندية الكبيرة مثل مانشستر يونايتد وريال مدريد
و أصبح كابتن فريقه في كانون الثاني 2008، بعد انتقال كابتن المنتخب السابق انطونيو روكافينا إلى بوروسيا دورتموند الألماني
و في مايو 2008، وقع مع فريق فيورنتينا الإيطالي بمبلغ تم ذكره بـ 8 ملايين يورو، وسجل أول أهداف مع الفيولا في مباراة فريقه أمام أتالانتا
في الدوري الإيطالي من ركلة جزاء في 5 أبريل، 2009. جدير بالذكر ان يوفيتيتش انتقل إلى مان سيتى الإنجليزي ثم إلى نادي إنتر ميلان الإيطالي.

## روابط خارجية
- ستيفان يوفيتيتش على موقع الاتحاد الدولي (مؤرشف)  (الإنجليزية)
- ستيفان يوفيتيتش على موقع الاتحاد الأوربي (الإنجليزية)
- ستيفان يوفيتيتش على موقع إي إس بي إن إف سي (الإنجليزية)
- ستيفان يوفيتيتش على موقع قاعدة بيانات كرة القدم.إي يو (الإنجليزية)
- ستيفان يوفيتيتش على موقع ليكيب (الفرنسية)
- ستيفان يوفيتيتش على موقع ناشيونال فوتبول تيمز (الإنجليزية)
- ستيفان يوفيتيتش على موقع Soccerbase.com (لاعب) (الإنجليزية)
- ستيفان يوفيتيتش على موقع Soccerway.com (الإنجليزية)
- ستيفان يوفيتيتش على موقع عالم كرة القدم.نت (الإنجليزية)
- ستيفان يوفيتيتش على موقع كووورة